# Ruská Poruba
Ruská Poruba (em húngaro: Oroszvágás) é um município da Eslováquia, situado no distrito de Humenné, na região de Prešov. Tem 12,03 km² de área e sua população em 2018 foi estimada em 225 habitantes.

## Demografia
| Ano:        | 1994 | 2004   | 2014    | 2024    |
| ----------- | ---- | ------ | ------- | ------- |
| Broj ljudi: | 276  | 286    | 238     | 205     |
| Razlika:    |      | +3,62% | -16,78% | -13,86% |

| Ano:               | 2023 | 2024   |
| ------------------ | ---- | ------ |
| Número de pessoas: | 199  | 205    |
| Diferença:         |      | +3,01% |